# Partnerprogram
 Der er for få eller ingen kildehenvisninger i denne artikel, hvilket er et problem. Du kan hjælpe ved at angive troværdige kilder til de påstande, som fremføres i artiklen.

Et partnerprogram er en typisk annonceringsform på nettet og kaldes også for en affiliate kampagne. Almindeligvis gives der kommission pr. eksponering, klik, lead eller salg. Partnerprogrammer fungerer på den måde, at en ejer af et website sætter en kodestump ind på sin websted. Denne kodestump indeholder et link, der henviser til en side hos netværket, som logger klikket og sender den besøgende videre til en bestemt annoncør. Ejeren af websitet bliver så betalt for enten det klik, køb eller tilmelding, som brugeren laver på annoncørens website.
Et Partnerprogram består typisk af følgende materiale som kan benyttes af publishers:
- Grafikbannere udført i jpg, png eller gif. Nogle bannere kan være animerede.
- HTML banners. En kodestump der viser en lille hjemmeside i en iframe. Dette giver annoncørerne 100 % valgfrihed om han/hun vil vise i banneret. Det er sågar muligt at sætte 3. parts cookies gennem denne annonceringsform.
- Video: Udvalgte netværk har også video materiale som de ønsker promoveret.
- Tekster: Tekster som kan benyttes i f.eks. e-mails og sms beskeder.

De fleste partnerprogrammer kommer også med et sæt regler som publishers skal overholde for at optjene kommission på det pågældende partnerprogram. Regler antyder typisk om kampagnen må benyttes i e-mail, på sociale medier og via. betalte annoncer på søgemaskiner. som f.eks. Google eller Bing.

## Afregningsmetoder
CPA: Cost per. action. Publishers bliver betalt for hver gang de henviser en bruger der foretager en bestemt handling f.eks. skriver sig op til et nyhedsbrev, tilmelder sig et event eller lign.
CPC: Cost per. click. Publishers bliver betalt for hver gang de generere et klik på et partnerprogram.
CPM: Cost. per. thousand. Hvor bogstavet M står for romertallet 1000. Dvs. publishers bliver betalt for hver gang de viser et banner 1000 gange. Nogle partnerprogrammer har også pop-up og pop-under kampagner som hvor publishers bliver betalt for hver gang de viser en hjemme side i et popup vindue. Denne annonceringsform er typisk benyttet på internettets mere skumle hjemmesider og betegnes nogle gange: Black-Hat trafik.
CPL: Cost per. lead. Anvændes næsten som synonym for CPA betalingsmetoden.

## To sider af affiliatemarketing
Publishers: Hos de fleste affiliatenetværk anvendes engelske termer. Derfor kaldes en annoncør typisk for en publisher. Med dette menes en person eller virksomhed som har adgang til en masse web trafik, typisk gennem hjemmesider, e-mail databaser, apps til smartphones eller sms databaser. Som nævnt ovenfor kan publishers tjene penge ved at promovere et partnerprogram hvor afregning foregår via. CPA, CPL, CPC eller CPM betalingsmetoden.
Annoncører: Som navnet antyder er en annoncør en virksomhed der ønsker at få promoveret sit produkt via. en publisher. Annoncøren betaler da publishers via CPA, CPL, CPC eller CPM betalingsmetoden enten direkte eller indirekte.
Annoncører og publishers kan enten vælge at indgå en aftale direkte eller gennem et såkaldt affiliatenetværk. Et affiliatenetværk forbinder annoncører med publishers mod en procentdel af det beløb som annoncør betaler publisher. Affiliatenetværk står da typisk for alt den tekniske rapportering, tracking, betaling mm.